# Minjujisan
Minjujisan är ett berg i Sydkorea. Det ligger i den centrala delen av landet, 190 km söder om huvudstaden Seoul. Toppen på Minjujisan är 1 242 meter över havet.
Terrängen runt Minjujisan är huvudsakligen kuperad. Runt Minjujisan är det ganska glesbefolkat, med 42 invånare per kvadratkilometer. Närmaste större samhälle är Yŏng-dong, 16,4 km norr om Minjujisan. I omgivningarna runt Minjuji-san växer i huvudsak blandskog.